# 波拉德 (阿肯色州)
波拉德（英語：Pollard）是一個位於美國阿肯色州克萊縣的城市。

## 地理
波拉德的座標為36°25′50″N 90°16′08″W / 36.43056°N 90.26889°W，而該地的平均海拔高度為103米（即338英尺）。

## 人口
根據2020年美國人口普查的數據，波拉德的面積為0.77平方千米，當中陸地面積為0.77平方千米，而水域面積為0.00平方千米。當地共有人口193人，而人口密度為每平方千米250人。